# 6205-ös mellékút (Magyarország)
A 6205-ös számú mellékút egy közel tizennégy kilométer hosszú, négy számjegyű mellékút Fejér vármegye északkeleti részén, a Mezőföldön. Pusztaszabolcsot köti össze 6-os főúttal, feltárva közben az útjába eső három kisebb települést is.

## Nyomvonala
A 6-os főútból ágazik ki, annak 48+300-as kilométerszelvénye előtt, Iváncsa külterületének délkeleti szélén. Nyugat felé indul, 1,5 kilométer után éri el a település lakott területének délkeleti szélét, ott több iránytörése is következik, de alapvetően északnyugati irányba indul, előbb Vörösmarty utca, majd Fő utca néven. 4,1 kilométer után északkeleti irányba fordul, ez a szakasza a Bajcsy-Zsilinszky utca nevet viseli, majd 4,7 kilométer után újabb irányváltáshoz ér, onnét észak-északnyugat felé folytatódik Hunyadi utca néven. 6,7 kilométer megtétele után lép ki a település házai közül, és ott rögtön átlépi Beloiannisz határát is.
Beloiannisz belterületét az út nem érinti, a zsákfalunak számító községbe csak a 62 108-as út vezet, amely a 7+100-as kilométerszelvényénél ágazik ki a 6205-ösból. Alig száz méterrel arrébb keresztezi az út a Budapest–Pusztaszabolcs-vasútvonal vágányait nem messze Iváncsa megállóhelytől, majd kiágazik belőle a 62 306-os út, amely a megállóhelyet szolgálja ki. Rögtön ezután – még a 7+300-as kilométerszelvénye előtt – az út átlépi Besnyő határát is, és ott ismét nyugatabbi irányt vesz.
7,6 kilométer után éri el az M6-os autópálya nyomvonalát, a sztráda pályatestje alatt aluljárón halad át, majd szinte rögtön utána egy körforgalmú csomópontba érkezik. Ebből északra a 62 109-es út ágazik ki – ez vezet a zsákfalunak tekinthető Besnyő központjába, dél felé pedig a 60 430-as út indul: ez az autópálya Besnyő-Beloiannisz csomópontjának leghosszabb átkötő ága. (A három másik átkötő ág, a 60 427-es, a 60 428-as és a 60 429-es számozása csak addig tart, amíg nem találkoznak a 60 430-assal.)
Az előbbi körforgalmat elhagyva az út délnyugati irányba fordul, majd 8,8 kilométer után egészen délnek fordul. Hamarosan újból eléri a Budapest–Pusztaszabolcs-vasútvonalat és amellé simul, felvéve annak irányát, amely itt nagyjából pontosan délnyugati. 10,7 kilométer után lép be Pusztaszabolcs területére, a város első házait 12,4 kilométer után éri el, változatlanul a vasutat kísérve. Elhalad Pusztaszabolcs vasútállomás mellett és annak délnyugati szélénél véget is ér, beletorkollva a 6207-es útba, majdnem pontosan annak tizedik kilométerénél. Egyenes folytatása egy rövid szakaszon ez a mellékút, csak éppen ellentétes a kilométer-számozásának iránya.
Teljes hossza, az országos közutak térképes nyilvántartását szolgáló kira.gov.hu adatbázisa szerint 13,607 kilométer.

## Települések az út mentén
- Iváncsa
- Beloiannisz
- Besnyő
- Pusztaszabolcs